# Mathieu Montcourt
Mathieu Montcourt (n. 4 de marzo de 1985 en París - Boulogne-Billancourt, 6 de julio de 2009) fue un jugador de tenis francés. En su carrera participó dos veces en el Abierto de Francia, perdiendo en ambas ocasiones en segunda ronda. Su carrera no se insertó mayormente en el nivel mayor del tenis pero si logró éxitos a nivel challenger. Su mejor posición en el ranking mundial la alcanzó en octubre de 2007 cuando ocupó el puesto 111 del ranking mundial.

## Fallecimiento
El 6 de julio de 2009, Montcourt fue encontrado muerto en el exterior de su casa en Boulogne-Billancourt, París, por su novia. Una fuente policial dijo el 9 de julio de 2009, después de una autopsia preliminar, que Mathieu sufrió un paro cardiorrespiratorio. Se llevaron a cabo más análisis que pueden detectar la presencia de drogas o medicinas en el cuerpo.
 Los resultados de aquellos análisis no han sido hechos públicos. El 5 de noviembre de 2009, la pista número 3 del Centro Nacional de Entraînement en el estadio Roland Garros fue renombrada "pista Mathieu Montcourt", en honor del jugador que se entrenaba allí con regularidad.

## Títulos (0)

### Clasificación en torneos del Grand Slam
| Torneo          | 2009 | 2008 | 2007 | 2006 | Títulos |
| --------------- | ---- | ---- | ---- | ---- | ------- |
| Australian Open | -    | 1r   | -    | -    | 0       |
| Roland Garros   | 2r   | 0    |      |      |         |
| Wimbledon       | -    | -    | -    | -    | 0       |
| US Open         | -    | -    | -    | -    | 0       |

### Challengers (3)
| N.º | Fecha               | Torneo        | Superficie    | Oponente en la final | Resultado   |
| --- | ------------------- | ------------- | ------------- | -------------------- | ----------- |
| 1.  | 22 de enero de 2007 | Durban        | Dura          | Rik de Voest         | 5-7 6-3 6-2 |
| 2.  | 23 de junio de 2008 | Reggio Emilia | Tierra batida | Pablo Andújar        | 2-6 6-2 6-4 |
| 3.  | 28 de julio de 2008 | Tampere       | Tierra batida | Flavio Cipolla       | 6-2 6-2     |

### Finalista en challengers (5)
- 2004: Isla Kish (perdió ante Tomas Behrend)
- 2006: Cordenons (perdió ante Konstantinos Economidis)
- 2007: Liubliana (perdió ante Marco Mirnegg)
- 2008: Tashkent (perdió ante Yen-Hsun Lu)
- 2009: Burdeos (perdió con Marc Gicquel)